# Handleyomys chapmani
Handleyomys chapmani är en däggdjursart som beskrevs av Thomas 1898. Handleyomys chapmani ingår i släktet Handleyomys och familjen hamsterartade gnagare. Inga underarter finns listade i Catalogue of Life.
Vuxna exemplar är 8,0 till 15,1 cm långa (huvud och bål), har en 9,4 till 11,4 cm lång svans och väger 20 till 44 g. Bakfötterna är 2,5 till 2,9 cm långa och öronen är 1,5 till 1,9 cm stora. Pälsen på ovansidan är mörkbrun till svartbrun och på undersidan förekommer ljus päls. De ganska små öronen har en svartaktig färg.
Arten förekommer i centrala och östra Mexiko. Den lever i bergstrakter och på högplatå mellan 1500 och 2500 meter över havet. Habitatet utgörs av molnskogar.
Individerna vistas främst på marken och de är nattaktiva.